# فرام‌ده
فرامده، روستایی است از توابع بخش سرخ‌رود شهرستان محمودآباد در استان مازندران است.

## تاریخچه

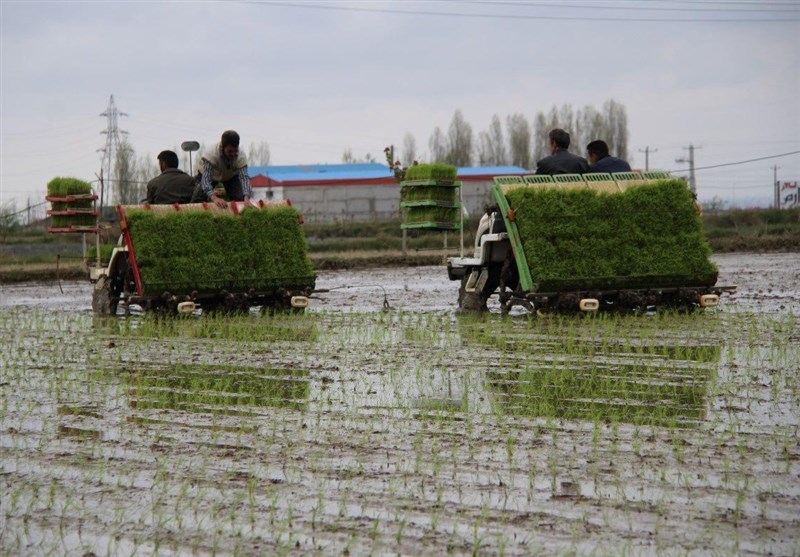
اولین نشا مکانیزه برنج در ایران در این روستا آغاز شد، فروردین ۱۴۰۰

اولین نشا مکانیزه برنج در ایران در این روستا آغاز شد.

## جمعیت
این روستا در دهستان هرازپی شمالی قرار دارد و براساس سرشماری مرکز آمار ایران در سال ۱۳۸۵، جمعیت آن ۵۴۲ نفر (۱۴۲خانوار) بوده‌است.شغل اصلی مردم روستا کشاورزی است که که همانند دیگر روستاهای مازندران برنج کشت می شود. 